# The Cliks
The Cliks é uma banda de rock canadiana liderada pelo luso-canadiano Lucas Silveira. Silveira é o primeiro transexual assumido a ser representado por uma grande editora, a Tommy Boy Records.

## Discografia

### Álbuns
- The Cliks (2004)
- Snakehouse (2007)
- Dirty King (2009)

### Singles
- "Oh Yeah" (2007)
- "Eyes In the Back of My Head" (2007)
- "Complicated" (2007)
- "My Heroes (SUV)" (2008)
- "Dirty King" (2009)